# Тернате (город)
Терна́те (индон. Kota Ternate) — крупнейший город, до 2010 года — административный центр провинции Северное Малуку в Индонезии. Население — 207 295 человек (2011). Расположен на острове Тернате в архипелаге Молуккских островов. В 2010 году столица была перенесена в посёлок Софифи на острове Хальмахера.
Город Тернате находится в 10 километрах от аэропорта. Коммерческий центр имеет длину 2 км от автовокзала у Форт Орани до Порта Ахмад Яни, куда прибывают паромы Pelni. Это крупнейший город Северного Малуку. В современном Дворце султана, построенном в 1796 году, открыт музей. Большой Форт Оранж, построенный голландцами в 1607 году, был резиденцией Голландской Ост-Индской компании до её переезда в Батавию (Джакарта) около 1619 года.